# San Agustín Tlaxco
San Agustín Tlaxco es una localidad del estado mexicano de Puebla. Es parte del municipio de Acajete.

## Toponimia
El nombre «San Agustín» hace referencia al santo patrono de la localidad: Agustín de Hipona. El nombre «Tlaxco» proviene del náhuatl tlaxco, que significa «Juego de pelota».

## Demografía
| Gráfica de evolución demográfica |
|                                  |

| Censo | Población |
| ----- | --------- |
| 1900  | 481       |
| 1910  | 701       |
| 1921  | 744       |
| 1930  | 1 006     |
| 1940  | 1 262     |
| 1950  | 1 576     |
| 1960  | 2 092     |
| 1970  | 2 825     |
| 1980  | 4 285     |
| 1990  | 4 794     |
| 1995  | 5 294     |
| 2000  | 4 806     |
| 2005  | 5 788     |
| 2010  | 6 163     |
| 2020  | 6 995     |